# Бресаноне
Бресаноне или Бриксен (итал. Bressanone) град је у северној Италији. То је трећи град округа Болцано у оквиру италијанске покрајине Трентино-Јужни Тирол.

## Природне одлике
Град Бресаноне је један од најсевернијих градова у Италији, у историјској покрајини Тирол. Од првог већег града, Болцана, град је удаљен 50 km северно.
Бресаноне је смештен у области високих Алпа, у горњем делу тока реке Ријенца. Град се налази на путу са Апенинског полуострва ка превоју Бренер.

## Географија
| Клима (Бресаноне)          | Клима (Бресаноне) | Клима (Бресаноне) | Клима (Бресаноне) | Клима (Бресаноне) | Клима (Бресаноне) | Клима (Бресаноне) | Клима (Бресаноне) | Клима (Бресаноне) | Клима (Бресаноне) | Клима (Бресаноне) | Клима (Бресаноне) | Клима (Бресаноне) | Клима (Бресаноне) |
| Показатељ \ Месец          | .Јан.             | .Феб.             | .Мар.             | .Апр.             | .Мај.             | .Јун.             | .Јул.             | .Авг.             | .Сеп.             | .Окт.             | .Нов.             | .Дец.             | .Год.             |
| -------------------------- | ----------------- | ----------------- | ----------------- | ----------------- | ----------------- | ----------------- | ----------------- | ----------------- | ----------------- | ----------------- | ----------------- | ----------------- | ----------------- |
| Средњи максимум, °C (°F)   | 2,6 (36,7)        | 7,2 (45)          | 12,5 (54,5)       | 16,7 (62,1)       | 21,3 (70,3)       | 24,7 (76,5)       | 26,9 (80,4)       | 26,3 (79,3)       | 22,5 (72,5)       | 16,3 (61,3)       | 8,1 (46,6)        | 2,8 (37)          | 26,9 (80,4)       |
| Средњи минимум, °C (°F)    | −6,5 (20,3)       | −4,1 (24,6)       | −1,0 (30,2)       | 2,8 (37)          | 6,7 (44,1)        | 9,7 (49,5)        | 11,5 (52,7)       | 11,0 (51,8)       | 8,1 (46,6)        | 3,7 (38,7)        | −1,4 (29,5)       | −5,4 (22,3)       | −6,5 (20,3)       |
| Количина падавина, mm (in) | 21,0 (8,27)       | 20,8 (8,19)       | 28,4 (11,18)      | 44,1 (17,36)      | 79,7 (31,38)      | 83,7 (32,95)      | 109,4 (43,07)     | 113,9 (44,84)     | 68,0 (26,77)      | 51,9 (20,43)      | 48,5 (19,09)      | 23,8 (9,37)       | 693,2 (272,9)     |
| [ тражи се извор ]         |                   |                   |                   |                   |                   |                   |                   |                   |                   |                   |                   |                   |                   |

## Становништво
| 1931.  | 1936.  | 1951.  | 1961.  | 1971.  | 1981.  | 1991.  | 2001. | 2011.  |
| ------ | ------ | ------ | ------ | ------ | ------ | ------ | ----- | ------ |
| 11.659 | 11.242 | 11.797 | 13.456 | 16.017 | 16.101 | 16.992 | 18    | 20.677 |

Бресаноне данас има око 20.000 становника. Град је језички и етнички подељен на немачко (73%) и италијанско становништво (26%). Током протеклих деценија у град се доселило много досељеника из иностранства.

## Партнерски градови
- Регензбург
- Блед
- Хавличкув Брод
- Марквартштајн
- Мантова
- Хал у Тиролу
- Терачина

## Галерија
- Град и околина
- Градска катедрала у Бресанонеу
- Живописної вулиці в місті